# 존 G. 트럼프
존 G. 트럼프(John G. Trump, 본명: 존 조지 트럼프, John George Trump, 1907년 8월 21일 ~ 1985년 2월 21일)는 미국의 전기 기술자, 발명가, 물리학자였다. 1936년부터 1985년까지 매사추세츠 공과대학교(MIT) 교수로 재직했으며 국가 과학 메달(National Medal of Science)을 수상했고 미국공학한림원(National Academy of Engineering)의 회원이었다. 트럼프는 회전 방사선 요법을 개발한 것으로 유명했다. 로버트 J. 밴더그래프와 함께 최초의 백만 볼트 (단위) X선 발생기 중 하나를 개발했다. 도널드 트럼프의 삼촌이었다.